# Mihai Ciobanu
Mihai Ciobanu (* 20. Februar 1953 in Bujor, Hîncești, Moldauische SSR) ist ein moldauischer Folkloresänger. Im Laufe seiner Karriere hat er bislang mehr als 300 Lieder aufgenommen, eines der in Rumänien und der Republik Moldau bekanntesten ist Casa părintească nu se vinde (Das Elternhaus steht nicht zum Verkauf).

## Leben und Wirken
Mihai Ciobanu ging nach Abschluss der 9. Klasse nach Hîncești, wo er als Tänzer und Gesangssolist in das Ensemble „Andrieș“ eintrat. 1974–1978 studierte er Volksgesang und leitete einen Chor an der Musikhochschule „Ștefan Neaga“ in Chișinău. Ciobanu setzte seine musikalische Ausbildung 1980–1985 an der Abteilung für Chorleitung des Kunstinstituts „Graviil Musicescu“ fort. 1973–1979 war er Solist des Volksmusikorchesters „Veselia“ und gleichzeitig Musiklehrer an der Schule in Ruseștii Noi in Ialoveni. Zwischen 1979 und 1986 sang Ciobanu in Begleitung des Orchesters des Folklore-Ensembles „Miorița“. 1986–1987 wirkte er als Redakteur der Musikabteilung des staatlichen Hörfunks und Fernsehens. 1987–1989 sang Ciobanu als Solist des Volksmusikorchesters „Mugurel“ der Chișinău-Philharmonie und bis 2012 im Orchester „Folklore“ von Teleradio-Moldova. Seit 2012 ist Ciobanu freiberuflich tätig und arbeitet u. a. mit dem Orchester „Lăutarii“ unter der Leitung von Nicolae Botgros zusammen.
Ciobanu wirkte zudem in den moldauischen Musikfilmen Eu îmi cânt cântecul meu (Ich singe mein Lied) unter der Regie von Alexei Sirbu, in Satul meu nume de floare (Mein Dorf, der Name einer Blume), La fereastra cu zorele (Am Fenster im Morgengrauen), Am venit la noi în sat (Wir kamen zu uns ins Dorf) und Tinerețea-i numai una (Es gibt nur eine Jugend) mit.

## Privates
Mihai Ciobanu ist mit Valentina Ciobanu (* 23. Juli 1955, Qostanai, Kasachstan) verheiratet, einer Geigenlehrerin an der Musikhochschule „Ștefan Neaga“ und an der Kunsthochschule „Nicolae Sulac“ in Chișinău. Gemeinsam haben sie eine Tochter und einen Sohn.

## Ehrungen
Ciobanu ist seit 2013 Träger des „Ordens der Republik Moldau“.